# (3703) Volkonskaïa
(3703) Volkonskaïa est un astéroïde de la ceinture principale.

## Nom
Il est nommé d'après Maria Volkonskaïa.

## Description
(3703) Volkonskaïa est un astéroïde de la ceinture principale. Il fut découvert le 9 août 1978 à Nauchnyj par Lioudmila Tchernykh. Il présente une orbite caractérisée par un demi-grand axe de 2,33 UA, une excentricité de 0,13 et une inclinaison de 6,7° par rapport à l'écliptique.

## Satellite
Un compagnon a été annoncé en décembre 2005.

## Compléments